# Słatina (obwód Łowecz)
Słatina (bułg. Слатина) – wieś w północnej Bułgarii, w obwodzie Łowecz, w gminie Łowecz.
Słatina położona jest w pradolinie rzeki Osym, 15 km na północ od Łoweczu
Urodził się tutaj Jonko Panow - generał.